# Zacharie Noah
Zacharie Noah (Yaundé, 2 de febrero de 1937-8 de enero de 2017) fue un futbolista camerunés.
Con una estatura de 1,76 m y un peso de 75 kg, fue defensa del club francés Union Athlétique Sedan Torcy. Con este equipo, Zacharie consiguió la Copa de Francia en 1961. En 1963 su carrera profesional se vio interrumpida debido a una grave lesión.
Fue padre del cantante y tenista Yannick Noah, y abuelo del jugador de baloncesto Joakim Noah.

## Carrera deportiva
- UA Sedan-Torcy (Francia) (1956-1957)
  - Stade Saint-Germain (Francia) (1957-1962)  y (1963-1969)
  - Paris S.G. (Francia) (1970-1972)